# Проспект Парк (Њу Џерзи)
Проспект Парк (енгл. Prospect Park) град је у америчкој савезној држави Њу Џерзи.

## Демографија
По попису из 2010. године број становника је 5.865, што је 86 (1,5%) становника више него 2000. године.
| Група             | 2000.         | 2010.         |
| Белци             | 2.393 (41,4%) | 1.479 (25,2%) |
| Афроамериканци    | 789 (13,7%)   | 1.165 (19,9%) |
| Азијати           | 182 (3,1%)    | 188 (3,2%)    |
| Хиспаноамериканци | 2.211 (38,3%) | 3.055 (52,1%) |
| Укупно            | 5.779         | 5.865         |